# Cichorium pumilum
Espèce
Cichorium pumilum Jacq., est une espèce de plantes à fleurs de la famille des Asteraceae qui fait partie des chicorées, plantes du genre Cichorium.

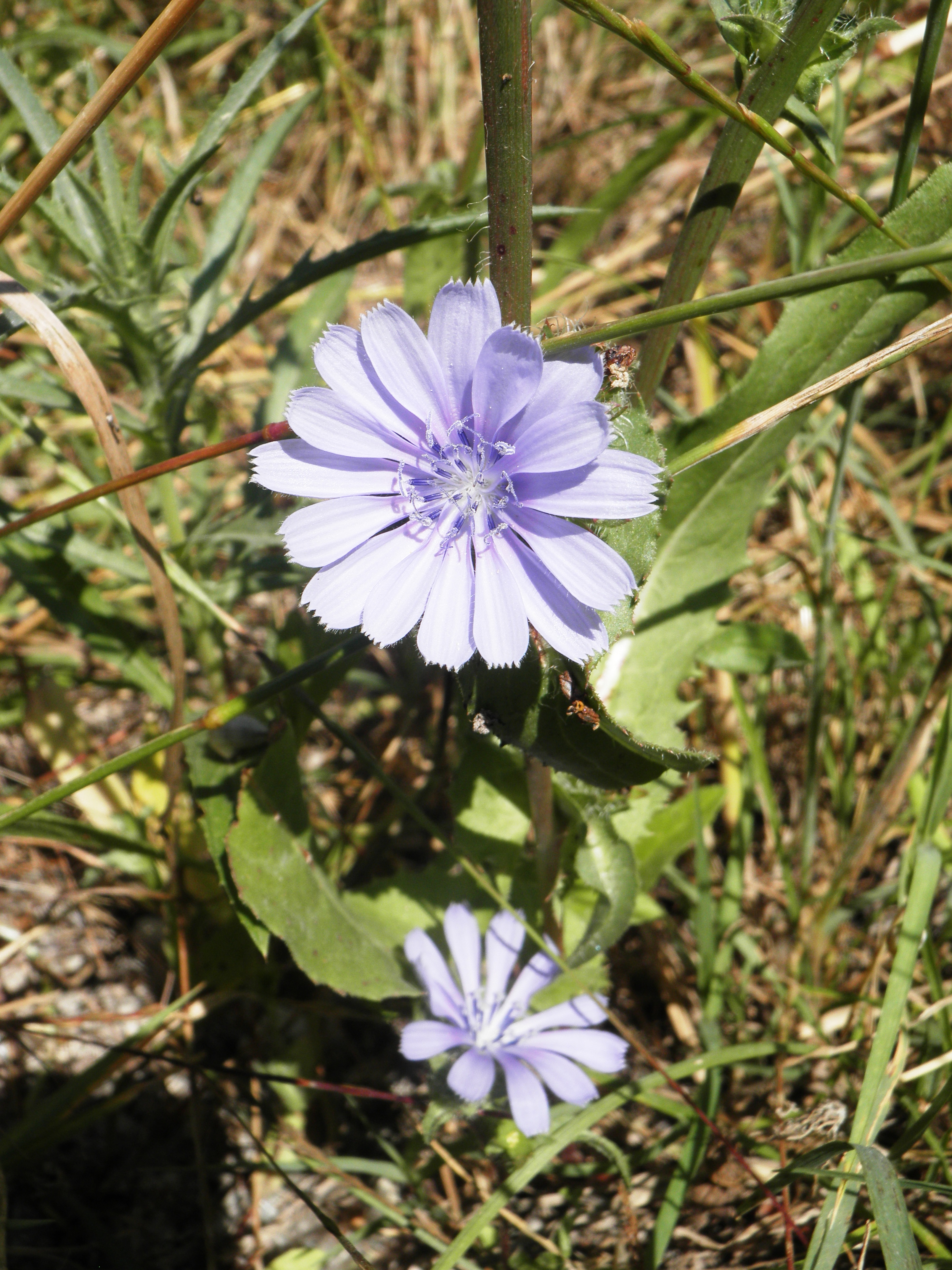
Détail des inflorescences en capitules.